# Ледесма, Ричард
Ричард Ледесма (англ. Richard Ledezma; род. 6 сентября 2000, Финикс) — американский футболист, атакующий полузащитник мексиканского клуба «Гвадалахара».
В 2020 году сыграл один матч за сборную США.

## Карьера

### Клубная карьера
Ледесма — воспитанник клуба «Реал Солт-Лейк». Начал привлекаться в фарм-клуб «Реал Солт-Лейк» в USL «Реал Монаркс» в сезоне 2018. Его профессиональный дебют состоялся 11 апреля 2018 года в матче против «Сиэтл Саундерс 2», в котором он вышел на замену в концовке. 4 июня 2018 года в матче против «Рио-Гранде Валли Торос» забил свой первый гол в профессиональной карьере, и за свои действия в этом матче был включён в символическую сборную тура USL.
21 декабря 2018 года Ледесма подписал полуторалетний контракт с нидерландским ПСВ. Выступал за «Йонг ПСВ». 16 марта 2020 года продлил контракт с ПСВ на два года. За ПСВ дебютировал 1 ноября 2020 года в матче против АДО Ден Хааг, в котором, выйдя на замену во втором тайме, отметился голевой передачей.

### Международная карьера
В составе сборной США до 20 лет Ледесма принимал участие в молодёжном чемпионате мира 2019.
Ледесма был включён в состав олимпийской сборной США на квалификационный турнир Олимпийских игр 2020, который должен был пройти с 20 марта по 1 апреля 2020 года, но был перенесён из-за пандемии коронавируса.
3 ноября 2020 года Ледесма был впервые вызван в сборную США — на товарищеские матчи со сборными Уэльса 12 ноября и Панамы 16 ноября. Матч с валлийцами наблюдал со скамейки запасных. В матче с панамцами дебютировал за звёздно-полосатую дружину, выйдя на замену на 68-й минуте вместо Джованни Рейны и отметившись двумя голевыми передачами, отданными Себастьяну Сото.

## Достижения
ПСВ
- Чемпион Нидерландов: 2023/24, 2024/25
- Обладатель Кубка Нидерландов: 2021/22
- Обладатель Суперкубка Нидерландов: 2022